# Монсеньор Кихот
Монсеньор Кихот (англ. Monsignor Quixote) — роман Грэма Грина с элементами комедии, однако самим автором относился к его «серьёзным» романам. Издан в 1982 году. Экранизирован в 1985 году. На русском языке издан в 1989 году.

## Синопсис
Действие происходит в Испании после завершения эпохи франкизма. Два друга, немолодых одиноких человека, — католический священник Кихот из городка Эль-Тобосо, без его ведома произведённый в сан монсеньора вопреки мнению собственного епископа, и бывший мэр городка, коммунист Санкас («Санчо») — отправляются в Мадрид на машине отца Кихота, «Росинанте», много беседуя по пути, и непроизвольно попадают в ряд компрометирующих монсеньора ситуаций. После возвращения в Эль-Тобосо епископ налагает прещение на монсеньора Кихота, и тот с Санкасом отправляются в монастырь в Галисию и по дороге сталкиваются с праздничной процессией, где изображение Богоматери доверяют нести тем, кто больше заплатит. Кихот выступает против этого поведения, расценивая его как богохульство; Санкас вывозит его из городка, опасаясь жандармов. Кихот и Санкас добираются до монастыря, но их машину обстреливают жандармы, разбитое стекло ранит Кихота, и он умирает в храме. Перед смертью, в лунатическом бреду, священник успевает отслужить Тридентскую мессу на воображаемых дарах и причастить ими Санкаса.

## Критика
В романе развивается проблема — возможность сосуществования атеизма (марксизма, коммунизма) и христианства (католичества). Этот роман Грина часто называют католическим, а иногда из-за напряжённого диалога-спора идеологий он определяется как роман идеологический.
В центре романа два главных героя, чьи образы выстраиваются на пересечении трёх основных факторов: идеологии, сомнения и амбивалентности. Через конфликт сознаний героев произведения автор акцентирует внимание на проблемах, связанных с идейным самоопределением человека. Такая фокусировка достигается через введение идеологического восприятия героями окружающего мира. Сомнения героев раздваивает целостное представление мира, делит целое на две противопоставленные части, поэтому, в частности, отец Кихот является одновременно и еретиком, и благоверным. Таким образом, сомневающийся герой не может не быть героем амбивалентным.